# КАТ-7
KAT-7 — радіотелескоп, розташований у національному парку Меркат у Північнокапській провінції Південної Африки. Був створений як попередня випробувальна модель телескопа MeerKAT, раніше відомого як Karoo Array Telescope (KAT), але став самостійним науковим інструментом. Будівництво завершено в 2011 році, введення в експлуатацію відбулось в 2012 році. Він також служив демонстрацією технології для заявки Південної Африки на розміщення радіотелескопа SKA.

## Технічні характеристики
KAT-7 складається з 7 параболічних антен діаметром 12 метрів кожна.
| Параметр                    | Значення        |
| --------------------------- | --------------- |
| Кількість антен             | 7               |
| Діаметр антени              | 12 м            |
| Мінімальна база             | 26 м            |
| Максимальна база            | 185 м           |
| Діапазон частот             | 1200-1950 МГц   |
| Миттєва пропускна здатність | 256 МГц         |
| Поляризація                 | Лінійна (H + V) |
| Висота над горизонтом       | 2… 95°          |

У квітні 2010 року чотири з семи тарілок були з'єднані в радіоінтерферометр, а в грудні 2010 року була проведена радіоінтерферометрія з наддовгою базою між 26-метровою антеною радіоастрономічної обсерваторії Хартбістхук та однією з антен KAT-7.